# Burnin' Up (chanson d'Imagination)
Pour les articles homonymes, voir Burnin' Up.
Singles de Imagination
Flashback
(1981) Just an Illusion
(1982)
Burnin' Up est une chanson du groupe anglais Imagination parue sur leur premier album Body Talk. Elle est écrite par Ashley Ingram, Leee John et le duo Jolley & Swain. Initialement sortie comme single promotionnel en 1981, elle sort exclusivement aux États-Unis en février 1982 sous le label MCA Records en tant que quatrième et dernier single de l'album. 
Elle devient un succès dans les discothèques américains atteignant la 6e place du classement Hot Dance/Disco.
Burnin' Up a par la suite été reconnue comme une chanson influente pour la musique house et a été reconnue par le disc jockey américain Frankie Knuckles comme un titre clé du développement de la musique house,,. Le titre a également été remixé plusieurs fois, notamment par Larry Levan et Dimitri from Paris.

## Liste des titres
| A1. | Burnin' Up | 3:35 |
| B1. | Flashback  | 4:20 |

| A1. | Burnin' Up        | 4:50 |
| B1. | So Good, So Right | 7:00 |

## Classements hebdomadaires
| Classement (1982)                      | Meilleure position |
| -------------------------------------- | ------------------ |
| États-Unis (Hot Black Singles)         | 68                 |
| États-Unis (Hot Dance/Disco Club Play) | 6                  |

## Historique de sortie
| Pays        | Date            | Format                                           | Version                  | Label | Réf.   |
| ----------- | --------------- | ------------------------------------------------ | ------------------------ | ----- | ------ |
| États-Unis  | 1981-1982       | - 45 tours - maxi 45 tours (single promotionnel) | Originale                | MCA   | [ 1 ]  |
| États-Unis  | février 1982    | 45 tours                                         | Originale                | MCA   | ,      |
| Royaume-Uni | 5 novembre 2007 | maxi 45 tours                                    | Dimitri from Paris Remix | Juno  | [ 10 ] |